# Kunyu
Kunyu (auch: Kurumkasch; chinesisch 昆玉市, Pinyin Kūnyù Shì; uigurisch قۇرۇمقاش شەھىرى, Yengi Ⱪurumⱪax Xəⱨiri) ist eine direkt der Gebietsregierung (und nicht wie andere kreisfreie Städte der Bezirksebene) unterstehende kreisfreie Stadt im Süden des Uigurischen Autonomen Gebiets Xinjiang der Volksrepublik China. Sie liegt im Kreis Hotan und wurde erst 2016 offiziell gegründet.
Die Stadt entstand auf dem Siedlungsgebiet des 224. Regiments der 14. Division des Xinjiang Produktions- und Konstruktions-Corps (XPCC). Im Januar 2016 beschloss der Staatsrat der Volksrepublik China die administrative Gründung der Stadt und am 26. Februar 2016 wurde die offizielle Gründung veranstaltet. Die Stadt erstreckt sich über ein Gebiet von 687,13 km² und liegt 78 km von der Kreisstadt Hotan entfernt und ist bekannt für seinen Dattel-Anbau.